# Павловолуйськ
Павловолу́йськ — село в Україні, в Онуфріївській селищній громаді Олександрійського району Кіровоградської області. Населення становить 34 особи.

## Населення
Згідно з переписом УРСР 1989 року чисельність наявного населення села становила 43 особи, з яких 16 чоловіків та 27 жінок.
За переписом населення України 2001 року в селі мешкали 33 особи.

### Мова
Розподіл населення за рідною мовою за даними перепису 2001 року:
| Мова       | Кількість | Відсоток |
| ---------- | --------- | -------- |
| українська | 33        | 97.06%   |
| російська  | 1         | 2.94%    |
| Усього     | 34        | 100%     |